# Авиационные происшествия в Азербайджане
В данном списке перечислены происшествия в гражданской и военной авиации, произошедшие на территории Азербайджана во все периоды истории и повлёкшие за собой потерю летательного аппарата и/или человеческие жертвы. В список входят также потери, произошедшие в зонах активных военных конфликтов. В список не входят потери беспилотной авиации.
В графе «Жертвы» через косую черту указаны число погибших/число выживших (например, 3/1 — 3 погибших, 1 выживший). Все происшествия представлены в хронологическом порядке, могут быть отсортированы по типу летательного аппарата и по эксплуатанту. В графе «Изображение» помещена фотография потерпевшего крушение летательного аппарата или фотография аналогичного судна.
Список составлен на основе открытых источников, может являться неполным и содержать неточности.

## Статистика
Статистика крушения самолётов в Азербайджане по состоянию на 4 октября 2020 года.

- Гражданские
- Военные

Статистика крушения вертолётов в Азербайджане по состоянию на 31 ноября 2021 года.

- Гражданские
- Военные

## Гражданская авиация

### Самолёты
| Изображение | Дата       | Тип ЛА          | Эксплуатант                                | Номер      | Место                                                                                                | Жертвы | Краткая информация |
| ----------- | ---------- | --------------- | ------------------------------------------ | ---------- | --- | ------ | --- |
|             | 18.05.1914 | Morane          | —                                          | —          | близ Баку                                                                                            | 1/0    | Самолёт летел на малой высоте. Во время крушения пилот-авиатор Юлий Убейко получил серьёзные травмы и скончался на следующий день. Пострадало также трое зрителей. |
|             | 18.01.1929 | К-4             | Добролёт                                   | СССР-225   | Баку, в 1 км северо-западнее ст. Кишлы                                                               | 3/1    | Самолёт вылетел из Тифлиса и прибыл в район аэродрома Баку в 16:10. К моменту прилёта самолёта были глубокие сумерки при низкой сплошной облачности. Самолёт шёл с южной стороны от Биби-Эйбатских промыслов на высоте 300—350 м. На посадку самолёт шёл с северо-западной стороны аэродрома, севернее станции Кишлы, имея перед собой линию железной дороги с высокими телеграфными столбами. Подходя на посадку, самолёт врезался носовой частью в провода и правым крылом в телеграфный столб, отломав конечную часть правого крыла. После этого самолёт упал в 50 шагах за столбом около полотна железной дороги в положении вверх колесами. Оба пассажира и пилот погибли. Бортмеханик остался жив и находился зажатый в обломках самолёта вниз головой 3,5 часа. |
|             | 09.04.1938 | ПС-9            | Закавказское управление ГВФ                | СССР-Л190  | Нухинский район, около села Джафарабад                                                               | 3/0    | Самолёт выполнял грузовой рейс Евлах-Нуха-Закаталы. Пройдя на низкой высоте Джафарабадские ворота, пилот встретил на склонах гор туман и решил развернуться, чтобы вернуться на аэродром вылета, хотя уже зашел в туман. Идя с пологим разворотом и набором высоты в тумане, самолёт в 06:35 около селения Джафарабад (20 км южнее Нухи) ударился о склон горы и сгорел. Пилот, бортмеханик и пассажир погибли. |
|             | 25.11.1944 | Ли-2            | Лётный центр ГВФ (Баку)                    | СССР-Л4111 | Каспийское море, севернее Апшеронского полуострова                                                   | 7/0    | Самолёт проводил ночные учебные полёты с аэродрома Бина. Экипаж состоял из командира судна, бортмеханика-инструктора, бортрадиста-стрелка, трёх пилотов-слушателей и одного бортмеханика-слушателя. Взлетев в 01:50, на аэродром самолёт не вернулся. Через 2 дня на берегу моря были найдены части и рваные куски авиационных фуражек и два козырька, много деревянных деталей судна и колесо шасси. По словам проживавшей в районе станции Забрат-1 очевидца, в промежутке времени между 2 и 4 часами ночи горящий самолёт летел в северном направлении, а затем перешёл в падение. |
|             | 06.08.1947 | Ли-2            | Лётный центр ГВФ (Баку)                    | СССР-Л4017 | близ Северо-Восточного Банка                                                                         | 4/2    | Самолёт проводил ночные учебные полёты с аэродрома Северо-Восточный Банк. Во время производства первого разворота влево на высоте около 100 м самолёт потерял скорость и перешёл на нос и на правое крыло, став резко снижаться с большим углом и правым разворотом. Экипаж пытался вывести самолёт из крутого снижения, но из-за недостатка высоты самолёт в 20:40 мск ударился о землю. Всего самолёт ударился о землю два раза. В момент второго удара о землю фюзеляж самолёта переломился по грузовую дверь и хвост был заброшен на правую плоскость. И. о. командира отряда, пилот-слушатель, бортмеханик-инструктор и бортрадист-инструктор, находившиеся в пилотской кабине, были выброшены на 100 метров. Трое из них погибли на месте, пилот-слушатель скончался в больнице на пятые сутки. Развернувшись и пройдя расстояние 160—180 метров после второго удара, самолёт остановился. Находившиеся в грузовой кабине два бортмеханика-слушателя были в этот момент выброшены из самолёта и получили тяжелые ранения.       |
|             | 12.10.1948 | Ил-12           | Узбекское территориальное управление ГВФ   | СССР-Л1450 | Главный Кавказский хребет, север Азербайджана                                                        | 10/0   | Самолёт выполнял рейс из Ташкента в Адлер через Евлах. В 12:13 экипаж сообщил, что пеленг не работает и самолёт возвращается в Баку. Причиной было то, что бортрадист вызывал его на другой частоте. Диспетчер не сообщил в Баку о решении экипажа вернуться. Бортрадист передал, что самолёт находится в районе Евлаха на высоте 3000 м. 13:00 привод был выключен. Из-за неисправности автоматического передатчика позывные подавались вручную с интервалами 3-6 минут вместо положенных 30 секунд. Дальнейшей связи с бортом не было. Самолёт пропал без вести и его поиски результатов не дали. |
|             | 13.02.1965 | Ил-14П          | Азербайджанское УГА (Бакинский ОАО)        | СССР-52003 | Нухинский район, 2 км северо-северо-западнее селения Ширинбулак, на склоне горы на высоте 680 метров | 23/0   | Самолёт выполнял рейс Баку-Нуха-Закаталы-Белоканы. Через 3 минуты после набора 1000 метров самолёт снизился до 700 метров. На этой высоте полёт продолжался 3 минуты с пологим снижением до столкновения в 10:22 с горой высотой 821 метров. |
|             | 23.04.1966 | Ил-14П          | Азербайджанское УГА (Бакинский ОАО)        | СССР-61772 | Каспийское море, в 18 км южнее от острова Нарген                                                     | 33/0   | Самолёт выполнял рейс Баку-Махачкала. Через 12 минут после взлёта на высоте 1500 метров экипаж доложил о ненормальной работе двигателей и о возврате в аэропорт Бина. Экипаж выполнил разворот и приступил к заходу на посадку. Вскоре после начала захода на посадку экипаж доложил о сильной тряске и падении оборотов левого двигателя, в 07:59 — о падении температуры обоих двигателей, а в 08:02 — что идёт на высоте 200 метров. В это время в условиях плохой видимости экипаж уже пролетел мимо аэропорта Бина и самолёт находился над морем южнее Апшеронского полуостровава. Через 5 секунд КВС подал СОС и сообщил «сажаю на воду». Впоследствии несмотря на предпринятые поиски с привлечением сил военно-морского флота самолёт найден не был. Самолёт случайно был найден только через несколько месяцев на глубине 23 метров. |
|             | 20.06.1973 | Ан-2            | Азербайджанское УГА (Забратский ОАО)       | СССР-79827 | Саатлинский район, колхоз им М. Ф. Ахундова                                                          | 1/1    | Самолёт выполнял полёты по обработке хлопчатника. При выполнении третьего полёта и набора высоты 20-25 метров произошёл отказ двигателя и самолёт начал снижаться. Экипаж отвернул самолёт на малой высоте влево от бруствера канала высотой до 3 метра и тот при развороте в 07:15 по местному времени ударился левым колесом шасси и затем левой нижней плоскостью о землю. При дальнейшем движении самолёт столкнулся правой полукоробкой крыльев с бруствером канала, ударился носовой частью о выступ бруствера, скапотировал и разрушился. Экипаж выбрался из разрушенной кабины. Второй пилот скончался по дороге в больницу. |
|             | 18.08.1973 | Ан-24Б          | Северо-Кавказское УГА (Махачкалинский ОАО) | СССР-46435 | в 4300 м от ВПП аэропорта Бина                                                                       | 56/8   | Самолёт выполнял рейс Баку-Шевченко. Через 5 секунд после отрыва на скорости 220 км/ч и на высоте около 10 метров произошел отказ левого двигателя. На высоте 90-100 метров самолёт вышел в район с превышением местности до 90 метров относительно аэропорта Бина и задел левой ОЧК за трос-растяжку нефтяной вышки. На удалении 161 метров от места столкновения с тросом самолёт задел трубопровод. Через 20 метров от труб самолёт пропахал борозду по земле, затем столкнулся с другим трубопроводом и на удалении 10 метров от него ударился фюзеляжем о земляной бруствер сточной ямы для нефтеотходов. От удара самолёт взмыл, перелетел над ямой, после чего столкнулся с нефтяной вышкой, которая в результате свалилась в направлении движения самолёта. В 18:51 на удалении 65 метров от вышки самолёт в перевернутом положении упал на землю у старого шоссе, оборвав при этом провода, полностью разрушился и сгорел. Погибли 54 пассажира и 2 члена экипажа.                                                           |
|             | 22.06.1982 | Як-52           | Бакинский аэроклуб                         | —          | Бакинский аэроклуб                                                                                   | 2/0    | Оба человека, находившихся на борту, погибли. Детали крушения неизвестны. |
|             | 09.09.1982 | Ан-2R           | Азербайджанское УГА (Забратский ОАО)       | СССР-70563 | Имишли                                                                                               | —      | Самолёт потерпел аварию из-за отказа двигателя. |
|             | 27.08.1987 | Як-52           | Бакинский аэроклуб                         | —          | Бакинский аэроклуб                                                                                   | 1/1    | Из двух человек, находившихся на борту, один погиб. Детали крушения неизвестны. |
|             | 01.08.1990 | Як-40           | Армянское УГА (2-й Ереванский ОАО)         | CCCP-87453 | Нагорно-Карабахская АО, 22 км западнее аэропорта Степанакерт                                         | 46/0   | Самолёт совершал рейс Ереван—Степанакерт. Из-за ошибки экипажа и служб УВД в 10:09 самолёт в облаках, находясь в снижении, столкнулся со скалистым склоном горы с отметкой 2823 м Карабахского горного хребта на высоте 2520 м и полностью разрушился. |
|             | 29.10.1991 | Ан-2Р           | Евлахская авиационная компания «АЗАЛ-Агро» | СССР-40704 | Нагорно-Карабахская автономная область, в 1 км к северу от села Ханабад                              | 7/0    | Самолёт доставил из Евлаха в Ходжалинский аэропорт специалистов по работе с инженерно-техническим оборудованием, после чего возвращался обратно из Ходжалы в Евлах. Находясь над селом Ханабад, самолёт в 15:30 был сбит огнём стрелкового оружия 7,62 мм, упал и сгорел. Оба пилота (командир А. С. Асадов и второй пилот Х. О. Мурадов) и все находившиеся на борту погибли. Погибшими пассажирами были А. М. Бахшиев (инженер узла связи Евлахского аэропорта), Д. Б. Баширов (агент по организации и обслуживанию воздушных перевозок в Ходжалинском аэропорту), Ю. Х. Мисиров (инженер по поддержке светотехнического оборудования Евлахского аэропорта), Г. С. Раджабов (заместитель начальника Ходжалинского аэропорта) и А. А. Садыгов (диспетчер службы управления воздушным движением Евлахского аэропорта). |
|             | 15.05.1992 | Як-40           | Арарат-Авиа                                | —          | Ходжалы, аэродром Степанакерт                                                                        | 0/0    | Самолёт должен был эвакуировать беженцев, но был уничтожен на аэродроме попаданием снаряда ракеты Алазань. |
|             | 14.03.1995 | Ан-12Б          | Пензенский объединённый авиационный отряд  | RA-11337   | Баку, в 5 км от аэропорта Бина                                                                       | 0/15   | Самолёт выполнял транспортный рейс Ереван—Туркменбаши. На борту находилось семь членов экипажа, два специалиста инженерно-авиационной службы для обслуживания самолёта вне базы, шесть сопровождающих и тринадцать тонн груза. Почти через час полёта из-за малого остатка топлива экипаж запросил разрешение на посадку для дозаправки в Баку, на что получил разрешение. Экипаж не был подготовлен к производству посадки, не проводил предпосадочную подготовку и не знал о строительстве новой ВПП в аэропорту. На предпосадочной прямой экипаж перешёл на визуальное пилотирование, не реагируя на информацию диспетчера о следовании ВС левее и выше глиссады. При выполнении захода в районе 4-го разворота произошла остановка всех двигателей и экипаж произвёл вынужденную посадку в 5 км от ВПП. 5 членов экипажа получили серьёзные травмы, а сам самолёт разрушился. |
|             | 30.11.1995 | Boeing 707-323C | Азербайджанские авиалинии                  | 4K-401     | Баку, в 9 км от аэропорта Бина                                                                       | 2/4    | Самолёт выполнял транспортный рейс Урумчи—Баку. После взлёта из Урумчи основная стойка шасси не убралась. Экипаж принял решение продолжить полет до Баку. После пролёта на малой высоте вдоль взлетно-посадочной полосы аэропорта Бина самолёт повернул влево, чтобы вернуться в аэропорт. Вскоре после этого из-за нехватки топлива двигатель перестал работать. Самолёт задел опоры освещения на мосту и упал в поле. |
|             | 05.12.1995 | Ту-134Б-3       | Азербайджанские авиалинии                  | 4K-65703   | Нахичевань, в 3,8 км от аэропорта Нахичевань                                                         | 52/30  | Самолёт выполнял пассажирский рейс Нахичевань—Баку. Вскоре после вылета у судна отказал один из двигателей. Запутавшись в возникшей ситуации, экипаж ошибочно отключил второй, исправный двигатель. Тогда командир принял решение осуществить аварийную посадку на поле, но при попытке отвернуть от жилых районов, ввёл самолёт в слишком крутой крен с быстрой потерей высоты. В 17:54 авиалайнер совершил вынужденную посадку на поле и врезался в бетонное основание линии электропередачи, в результате чего полностью разрушился. Это крупнейшая авиационная катастрофа в истории независимого Азербайджана. |
|             | 15.05.1997 | Як-40           | Азербайджанские авиалинии                  | 4K-87504   | Гянджа, в 5,2 км от аэропорта Гянджа                                                                 | 6/0    | Самолёт выполнял учебно-тренировочный полёт по кругу днём с целью получения допуска к полётам пилотов, закончивших обучение в Национальной академии авиации. Этим же днём проводила стрельбы группа азербайджанских военнослужащих. Возвращавшиеся по шоссе с полигона в казарму солдаты развлекались стрельбой из автоматов по дорожным знакам. Кто-то из них произвёл выстрелы в сторону появившегося самолёта, который в это момент выполнял 4-й разворот с правым креном на высоте круга. Две пули попали в находившиеся в самолёте под давлением кислородные баллоны, что привело к возникновению пожара, стремительно распространившегося в пассажирский салон и хвостовую часть фюзеляжа. В результате самолёт потерял упревление, перешёл на пикирование и, столкнувшись с землёй в 93 м левее предпосадочной прямой на пустыре в жилом районе города, полностью разрушился и сгорел. Находившиеся на борту все 6 членов экипажа (проверяющий-командир АО, командир воздушного судна, бортмеханик и 3 вторых пилота) погибли. |
|             | 04.03.2004 | Ил-76ТД         | Азов Авиа                                  | UR-ZVA     | Баку, близ аэропорта Бина                                                                            | 3/4    | Самолёт выполнял коммерческий рейс Анкара—Кабул и приземлялся в аэропорту «Бина» для дозаправки топливом. При выполнении взлёта из-за того, что экипаж не выпустил механизацию крыла во взлётное положение при подготовке к выполнению взлёта, самолёт, пролетев 490 метров, врезался в землю и разбился. |
|             | 23.12.2005 | Ан-140-100      | Азербайджанские авиалинии                  | 4K-AZ48    | Апшеронский полуостров, район посёлка Нардаран                                                       | 23/0   | Самолёт выполнял пассажирский рейс Баку—Актау. Нештатная работа бортовой системы индикации крена и тангажа (авиагоризонты) на этапе взлёта и начального набора высоты в условиях ночного полёта в сложных метеоусловиях привела к потере контроля пространственного положения со стороны членов экипажа и переходу самолёта в нисходящую спираль с последующим столкновением с водной поверхностью. |

### Вертолёты
| Изображение | Дата       | Тип ЛА         | Эксплуатант                          | Номер      | Место                                                              | Жертвы | Краткая информация |
| ----------- | ---------- | -------------- | ------------------------------------ | ---------- | ------------------------------------------------------------------ | ------ | --- |
|             | 22.03.1973 | Ми-2           | Азербайджанское УГА (Забратский ОАО) | СССР-15688 | Шемахинский район, в 4 км юго-юго-восточнее села Кушчу             | 5/0    | Вертолёт выполнял полёт по доставке на буровые вышки специалистов Гобустанского управления разведочного бурения треста «Азнефтеразведка» и летел по маршруту Аляты—Аджикабул—Удуллу-1-е—Удуллу-2-е—буровая № 3. После посадки на площадку у буровой вышки погода начала ухудшаться. Несмотря на это, командир судна принял решение на вылет. После взлёта, выполняя полёт по маршруту в горной местности в условиях ограниченной видимости, пилот решил вернуться на площадку вылета, но она уже оказалась закрытой опустившейся облачностью. Пилот попытался приземлиться на дорогу, проходящую в лощине между виноградниками, для чего выполнил манёвр с разворотом и при снижении по склону горы в условиях ограниченной видимости поздно земетил приближение возвышенности, по которой проходила дорога. Пилот применил резкое торможение несущим винтом, в результате чего хвостовая балка опустилась, хвостовой винт ударил по проволоке, натянутой на железобетонных торкалах, вследствие чего концевой редуктор с хвостовым винтом оторвался и вертолёт около 13:20 ударился несущим винтом и в дальнейшем носовой частью фюзеляжа о землю, перевернулся, перелетел через дорогу, упал в перевернутом положении на землю, разрушился и сгорел. Пилот и все 4 пассажира погибли. |
|             | 03.04.1991 | Ми-8Т          | Азал-ПАНХ                            | CCCP-27507 | Нагорно-Карабахская АО, близ села Туршсу                           | 0/—    | Вертолёт был подбит огнём стрелкового оружия и сгорел после вынужденной посадки. Жертв нет. Детали крушения неизвестны. |
|             | 28.01.1992 | Ми-8Т          | Азербайджанские авиалинии            | CCCP-24137 | Нагорный Карабах, близ города Шуша, у моста села Халфали           | 44/0   | Вертолёт совершал полёт из Агдама в блокированную армянскими силами Шушу. При заходе на посадку вертолёт был поражён ракетой ПЗРК «Стрела-2» и рухнул в стороне от жилых кварталов. Все находившиеся на борту люди, включая трёх членов экипажа (командира В. В. Серёгина, второго пилота С. Ф. Ахундова и механика А. И. Махмудова), погибли. Согласно различным сообщениям СМИ, на борту вертолёта находилось около 40 мирных жителей, включая женщин и детей. Азербайджанская сторона заявила, что армянские боевики выпустили «ракету с тепловым наведением» по вертолёту и спровоцировали крушение. Армянская сторона, явно не отрицая этого, заявила, что вертолёт предположительно перевозил оружие и боеприпасы для азербайджанцев, нападавших на армянские деревни. |
|             | 29.09.1992 | Ми-8           | Арарат-Авиа                          | 25468      | Нагорный Карабах                                                   | 3/0    | Вертолёт столкнулся с вершиной горы. Весь экипаж (командир воздушного судна Х. Киракосян, второй пилот Г. Данейлян и бортмеханик Э. Хачикян) погиб. |
|             | 02.10.1997 | Ми-8Т          | Азербайджанские авиалинии            | 4K-24017   | Каспийское море, близ морской платформы над месторождением Гюнешли | 20/1   | Вертолёт выполнял пассажирский рейс по доставке работников на морскую платформу над месторождением Гюнешли. При подлёте к платформе у пилота возникли проблемы с управлением и вертолёт рухнул в море. |
|             | 14.03.2003 | Sikorsky S-76A | Canadian Helicopters                 | C-FTGD     | Баку, аэропорт                                                     | 0/3    | Вертолёт выполнял тренировочный полёт. После жёсткого приземления загорелся и разрушился. Экипаж выжил. |
|             | 22.10.2005 | Ка-32АО        | НПК ПАНХ                             | RA-31007   | на окраине города Геокчай                                          | 5/0    | Вертолёт выполнял перелёт из Краснодара в Исламабад для выполнения аварийно-спасательных работ в зоне землетрясения. В ходе полёта экипаж принял решение о вынужденной посадке из-за технической неисправности. Ночью вертолёт столкнулся с проводами линии электропередачи, упал на землю и взорвался. |
|             | 12.10.2007 | Ми-8Т          | AZAL Helicopter                      | 4K-25152   | Каспийское море, около 20 км от побережья Азербайджана             | 6/0    | Вертолёт выполнял полёт по эвакуации заболевшего сотрудника буровой платформы «Хазар-4» и летел в аэропорт Забрат. В 200 м от вертолётной площадки буровой вертолёт упал в море и затонул на глубине около 12 метров. Все 4 члена экипажа (капитан-инструктор В. Глиненко, капитан В. Некрасов, второй пилот А. Алиев и борт-механик Д. Ибрагимов) и оба пассажира погибли. |
|             | 12.07.2009 | Ми-8МТВ-1      | AZAL Helicopter                      | 4K-27038   | Каспийское море, около 4-го блока острова Чилов                    | 2/4    | Вертолёт выполнял полёт по перевозке вахты нефтяников. Во время взлёта лопасти рулевого винта вертолёта задели стреловой трос башенного крана буровой вследствии чего вертолёт ударился о поверхность посадочной площадки и, перемещаясь по площадке, столкнулся с бруствером, опрокинулся через него, упал в море и затонул на глубине 85-90 м. Два пассажира погибли, остальные пассажиры и члены экипажа (командир воздушного судна А. Алиев, второй пилот В. Некрасов и бортмеханик А. Азимов) сумели покинуть тонущий вертолёт и были спасены. |

## Военная авиация

### Самолёты
| Изображение | Дата                   | Тип ЛА                   | Эксплуатант          | Номер      | Место                                                                   | Жертвы | Краткая информация |
| ----------- | ---------------------- | ------------------------ | -------------------- | ---------- | ----------------------------------------------------------------------- | ------ | --- |
|             | 12.10.1942             | И-16                     | 481-й иап ПВО СССР   | —          | недалеко от Баку                                                        | 2/0    | Во время тренировочного полёта самолёт, которым управлял испанский пилот М. Сарауса пытался показать своему ведомому А. Ряпишеву манёвр в «бою», но Ряпишев допустил небольшую неточность и самолёты столкнулись в небе. Оба пилота погибли. |
|             | 12.10.1942             | И-16                     | 481-й иап ПВО СССР   | —          | недалеко от Баку                                                        | 2/0    | Во время тренировочного полёта самолёт, которым управлял испанский пилот М. Сарауса пытался показать своему ведомому А. Ряпишеву манёвр в «бою», но Ряпишев допустил небольшую неточность и самолёты столкнулись в небе. Оба пилота погибли. |
|             | 27.06.1958             | Douglas C-118A (DC-6)    | ВВС США              | 51-3822    | частично построенное взлётное поле                                      | 0/9    | Самолёт перевозил сверхсекретное военное оборудование, документы и сотрудников ЦРУ из Кипра в Тегеран. После того, как судно из-за штормовой погоды отклонилось от курса и пересекло турецко-советскую границу, оно было обстреляно и выведено из строя двумя советскими истребителями МиГ-17 и в конечном итоге совершило аварийную посадку в Азербайджане. Пятерым членам экипажа удалось спрыгнуть с самолёта до того, как он был обстрелян. Четверым этого сделать в воздухе не удалось из-за открытия огня, но после аварийной посадки они также покинули самолёт. После этого самолёт взорвался (предположительно взрыв был частью процедуры по уничтожению информации во время приземления на территории противника). |
|             | 10.05.1961             | Су-9                     | 976-й иап ВВС СССР   | —          | —                                                                       | 1/0    | Самолёт выполнял учебный полёт с аэродрома Кюрдамир. Пилот судна лейтенант С. В. Меньшов погиб. |
|             | 19.10.1962             | Су-9                     | 976-й иап ВВС СССР   | —          | близ аэродрома Кюрдамир                                                 | 0/1    | Самолёт выполнял учебный полёт с аэродрома Кюрдамир. Пилот судна капитан Жуков благополучно катапультировался. |
|             | 21.01.1963             | Су-9                     | 976-й иап ВВС СССР   | —          | —                                                                       | 0/1    | Самолёт выполнял учебный полёт с аэродрома Кюрдамир. Пилот судна капитан Белоус благополучно катапультировался. |
|             | 11.02.1963             | Су-9                     | 976-й иап ВВС СССР   | —          | —                                                                       | 0/1    | Самолёт выполнял учебный полёт с аэродрома Кюрдамир. Пилот судна капитан Шкурипий выжил. |
|             | 27.02.1963             | Су-9                     | 976-й иап ВВС СССР   | —          | —                                                                       | 1/0    | Самолёт выполнял учебный полёт с аэродрома Кюрдамир. Пилот судна капитан Желенко погиб. |
|             | 12.04.1963             | Су-9                     | 976-й иап ВВС СССР   | —          | близ аэродрома Кюрдамир                                                 | 0/1    | Самолёт выполнял учебный полёт с аэродрома Кюрдамир. Пилот судна благополучно катапультировался. |
|             | 04.05.1963             | Су-9                     | 976-й иап ВВС СССР   | —          | близ аэродрома Кюрдамир                                                 | 0/1    | Самолёт выполнял учебный полёт с аэродрома Кюрдамир. Пилот судна капитан Зорин благополучно катапультировался. |
|             | 06.09.1963             | Су-9                     | 976-й иап ВВС СССР   | —          | близ аэродрома Кюрдамир                                                 | 0/1    | Самолёт выполнял учебный полёт с аэродрома Кюрдамир. Пилот судна капитан Перевозчиков благополучно катапультировался. |
|             | 25.01.1965             | Ан-8                     | 708-й овтап ВВС СССР | —          | на территории Кировабадского масложиркомбината                          | 6/0    | Самолёт выполнял полёт с запасного аэродрома полка Герань на аэродром Кировабад. Днём при заходе на посадку связь с экипажем прервалась. Самолёт перешёл на снижение и на территории Кировабадского масложиркомбината столкнулся с землёй, упав на склады предприятия и вызвав пожар. |
|             | 15.05.1974             | Як-28П                   | 82-й иап ВВС СССР    | —          | Каспийское море                                                         | 2/0    | Самолёт выполнял ночной учебный полёт по перехвату маневрирующей цели на высоте 600 метров с аэродрома Насосная над Каспийским морем. Прицел из-за ошибки пилота захватил водную поверхность и самолёт столкнулся с водой. Оба пилота капитан Токарь и лейтенант В. А. Монькин погибли. |
|             | 20.01.1976             | Ан-8                     | 978-й овтап ВВС СССР | —          | —                                                                       | 7/0    | Самолёт выполнял дневной полёт из аэродрома Аджикабул в аэродром Насосная по перевозке грузов. В пульте местного управления произошёл обрыв части левого закрылка с возникновением вращения самолёта вокруг продольной оси с опусканием носа и переходом в отвесное пикирование. Все члены экипажа погибли. |
|             | 01.03.1977             | МиГ-25П                  | 82-й иап ВВС СССР    | —          | Каспийское море, в 9 км от ВПП аэродрома Насосная                       | 1/0    | Самолёт старшего лейтенанта Александра Пелешенко выполнял ночной учебный полёт с аэродрома Насосная. После того, как он успешно выполнил заход на посадку и был на удалении от полосы на 500 метров, руководитель полётами командир полка подполковник Сахабутдинов обнаружил, что забыл включить посадочные прожектора и отправил пилота на повторный заход, который совпал с проходом над стартом начальника штаба эскадрильи капитана Алексея Снимщикова. Сахабутдинов по-ошибке принял самолёт Снимщикова, который был гораздо выше глиссады снижения, за самолёт Пелешенко и стал давать команды на снижение ему. Снимщиков на эти команды не реагировал, считая, что они адресованы Пелешенко. Выполняя команды руководителя полётами и продолжая снижение, самолёт Пелешенко столкнулся с водной поверхностью Каспийского моря. Пилот погиб, а его останки были выброшены на берег через полгода. |
|             | 18.03.1989             | Су-24М                   | 34-й бап ВВС СССР    | —          | Кавказские горы                                                         | 2/0    | Самолёт выполнял ночной полёт с аэродрома Кировабад по маршруту на полигон с огибанием рельефа. Из-за ошибки в считывании высоты по высотомеру самолёт столкнулся с горой. Экипаж (командир судна капитан С. Савин и штурман подполковник Малашкин) погиб. |
|             | 12.10.1989             | Ан-12БП                  | 978-й овтап ВВС СССР | CCCP-11229 | аэродром Кировабад                                                      | 7/4    | Самолёт Су-24 по ошибке в ночных условиях при выруливании на исполнительный старт поехал поперёк взлётно-посадочной полосы и вырулил на рулёжную дорожку с другой её стороны. Экипаж начал разбег и через 500 метров самолёт задел крылом стоявший около дорожки пустой автобус. Штурман катапультировался и сразу после этого Су-24 столкнулся с хвостовой частью стоявшего на рулёжной дорожке самолёта Ан-12, который в этот момент заправлялся топливом. В итоге оба самолёта сгорели. Погибло 4 члена экипажа Ан-12, пилот Су-24 и два военнослужащих наземного персонала (офицер службы ГСМ и водитель топливозаправщика). Три члена экипажа Ан-12 в этот момент находились вне самолёта и выжили. |
|             | 12.10.1989             | Су-24                    | 978-й овтап ВВС СССР | —          | аэродром Кировабад                                                      | 7/4    | Самолёт Су-24 по ошибке в ночных условиях при выруливании на исполнительный старт поехал поперёк взлётно-посадочной полосы и вырулил на рулёжную дорожку с другой её стороны. Экипаж начал разбег и через 500 метров самолёт задел крылом стоявший около дорожки пустой автобус. Штурман катапультировался и сразу после этого Су-24 столкнулся с хвостовой частью стоявшего на рулёжной дорожке самолёта Ан-12, который в этот момент заправлялся топливом. В итоге оба самолёта сгорели. Погибло 4 члена экипажа Ан-12, пилот Су-24 и два военнослужащих наземного персонала (офицер службы ГСМ и водитель топливозаправщика). Три члена экипажа Ан-12 в этот момент находились вне самолёта и выжили. |
|             | 18.10.1989             | Ил-76МД                  | 37-й втап ВВС СССР   | СССР-76569 | Каспийское море, в 5 км от ВПП аэродрома Насосная и в 1,5 км от берега  | 57/0   | Самолёт ночью перевозил к месту постоянной дислокации личный состав и боевую технику 8-й роты 217-го парашютно-десантного полка 98-й гвардейской воздушно-десантной дивизии, участвовавшей в подавлении беспорядков на межнациональной почве в Баку и Сумгаите. Через 5 минут после взлёта на высоте 1600 м первый двигатель разрушился, загорелся и отделился от левой плоскости крыла. Обломки пробили топливный бак, вызвав сильный пожар. Система пожаротушения не сработала и экипаж принял решение о вернуться на аэродром вылета. При заходе на посадку из-за отказа гидросистемы в результате пожара экипаж применил аварийный выпуск шасси. Пожар привёл к разрушению левой плоскости крыла через 11 минут после начала. Самолёт, будучи на предпосадочной прямой, потерял управляемость и около 18:38 упал в море. Это крупнейшая по числу жертв авиакатастрофа в истории Азербайджана.        |
|             | 21.09.1990             | МиГ-25ПДС                | 82-й иап ВВС СССР    | —          | близ аэродрома Насосная                                                 | 0/1    | Самолёт выполнял учебный полёт с аэродрома Насосная и потерпел крушение из-за проблемы с топливной системой. Пилот майор А. С. Рассахатский успешно катапультировался. |
|             | 13.06.1992             | Су-25                    | ВВС Азербайджана     | —          | близ города Аскеран                                                     | 1/0    | Самолёт был сбит армянскими силами во время Первой карабахской войны. Пилот старший лейтенант В. Б. Курбанов погиб. |
|             | 14.07.1992             | Ан-12                    | 535-й осап ВВС РФ    | —          | аэродром Нахичевань                                                     | 36/4   | Самолёт выполнял дневной рейс Нахичевань—Ростов-на-Дону, перевозя военнослужащих мотострелковой дивизии и членов их семей (воинская часть выводилась из Азербайджана в Россию после распада СССР). Во время разбега, самолёт выкатился за пределы ВПП, столкнулся с железобетонным бруствером железной дороги, разрушился и загорелся. Выжили командир корабля и 4 пассажира, один из который на следующий день скончался в госпитале. |
|             | 19.07.1992             | Су-24МР                  | ВВС Азербайджана     | —          | Агдеринский район                                                       | 2/0    | Самолёт был сбит во время Первой карабахской войны. Оба пилота (И. Бородин и Ш. Юнусов) погибли. |
|             | 25.07.1992             | МиГ-21                   | ВВС Азербайджана     | —          | Агдеринский район, в районе села Маниклу                                | 0/1    | Самолёт был сбит во время Первой карабахской войны. Пилоту К. Вирцеву удалось катапультироваться. Он был спасён в ходе поисково-спасательной операции под командованием Н. Байрамова. |
|             | 20.08.1992             | МиГ-25                   | ВВС Азербайджана     | —          | Нагорный Карабах                                                        | 0/1    | Самолёт был сбит, по одним данным над Степанакертом, а по другим — над селом Мехмана, во время Первой карабахской войны. Пилот капитан Ю. В. Беличенко попал в плен. |
|             | 04.09.1992             | Су-25                    | ВВС Армении          | —          | над Степанакертом                                                       | 0/1    | Самолёт был сбит во время Первой карабахской войны дружественным огнём ПВО НКР из ЗРК Оса-АК № 11. Пилот капитан М. Меликян катапультировался. |
|             | середина сентября 1992 | Су-25                    | ВВС Азербайджана     | —          | Нагорный Карабах, в районе села Ванк                                    | 0/1    | Самолёт был сбит во время Первой карабахской войны. Пилоту (фамилия не установлена) удалось катапультироватьсяи приземлился на нейтральной полосе. Он был спасён бойцами танкового батальона под командованием А. Байрамова и эвакуирован в тыл. |
|             | 09.10.1992             | МиГ-25                   | ВВС Азербайджана     | —          | Нагорный Карабах                                                        | 0/1    | Самолёт был сбит во время Первой карабахской войны в ходе ознакомительного облёта зоны боевых действий парой МиГ-25. Пилот (Т. Гусейнов) катапультировался и был эвакуирован в тыл вертолётом поисково-спасательного отряда |
|             | 09.10.1992             | Су-24МР                  | ВВС Азербайджана     | —          | Шушинский район, в районе села Малыбейли                                | 2/0    | Самолёт был сбит во время Первой карабахской войны из ЗРК «Оса». Оба пилота (А. Черноусов и М. Набиев) погибли. |
|             | октябрь 1992           | МиГ-25РБ                 | ВВС Азербайджана     | 76         | Нагорный Карабах, близ Степанакерта                                     | 0/1    | Самолёт отвлекающей группы, единственный оборудованный фотоаппаратами, на большой высоте из-за неподготовленности пилота был выведен в режим помпажа и свален в штопор. Пилот (М. Астафьев) смог катапультироваться, был спасён вертолётом поисково-спасательной службы и эвакуирован в тыл. |
|             | 15.01.1993             | МиГ-21                   | ВВС Азербайджана     | —          | Нагорный Карабах, в районе между сёлами Арачадзор и Сырхавенд           | 0/1    | Самолёты возвращалась с выполнения задачи по подавлению огневых точек противника, располагавшихся за селом Арачадзор. МиГ-25 (пилот А. Плотников) был сбит средствами ПВО противника, расположенными юго-западнее села Ванк. Плотников катапультировался, но сильным ветром его стало сносить в тыл армянских войск. Второй самолёт МиГ-21 (пилот майор А. Чистяков) развернулся и в пике, расстреляв весь боезапас 23 мм пушки, стал кружить вокруг Плотникова, чтобы струей двигателя сдуть его парашют к позициям азербайджанских войск. Однако самолёт Чистякова также был сбит, пилот катапультировался, но попал в плен к армянам. Плотников же был расстрелян при приземлении над территорией противника. |
|             | 15.01.1993             | МиГ-25                   | ВВС Азербайджана     | —          | Нагорный Карабах, в районе между сёлами Арачадзор и Сырхавенд           | 1/0    | Самолёты возвращалась с выполнения задачи по подавлению огневых точек противника, располагавшихся за селом Арачадзор. МиГ-25 (пилот А. Плотников) был сбит средствами ПВО противника, расположенными юго-западнее села Ванк. Плотников катапультировался, но сильным ветром его стало сносить в тыл армянских войск. Второй самолёт МиГ-21 (пилот майор А. Чистяков) развернулся и в пике, расстреляв весь боезапас 23 мм пушки, стал кружить вокруг Плотникова, чтобы струей двигателя сдуть его парашют к позициям азербайджанских войск. Однако самолёт Чистякова также был сбит, пилот катапультировался, но попал в плен к армянам. Плотников же был расстрелян при приземлении над территорией противника. |
|             | 23.01.1993             | Су-24МР                  | ВВС Азербайджана     | —          | район Муровдага                                                         | 2/0    | Причина крушения самолёта (командир И. Лысенко) неизвестна. Оба пилота погибли. |
|             | 04.07.1993             | Су-25                    | ВВС Азербайджана     | —          | граница Агдамского и Аскеранского районов                               | 1/0    | Самолёт был сбит во время Первой карабахской войны. Пилот (А. Бессонов) погиб. |
|             | лето 1993              | МиГ-25                   | ВВС Азербайджана     | —          | аэродром Насосная                                                       | 1/0    | Пилот не справился с управлением на взлёте вследствие чего самолёт потерпел крушение. Сам пилот (Э. Вердиев) погиб. |
|             | 31.08.1993             | Су-24МР                  | ВВС Азербайджана     | —          | аэродром Кюрдамир                                                       | 2/0    | Самолёт выполнял учебно-тренировочный полёт и из-за ошибки экипажа в пилотировании потерпел крушение и упал на ВПП. Оба пилота (командир полковник-лейтенант С. Муртузалиев и майор Шайдулла) погибли. |
|             | декабрь 1993           | Су-17М3                  | ВВС Азербайджана     | —          | аэродром Насосная                                                       | 2/0    | Самолёт, закупленный на Украине, прибыл в Азербайджан в разобранном состоянии и был собран на Насосненском авиаремонтном заводе. После сборки самолёта, пилот (К. Вирцев), вместо того, чтобы провести сначала облёт самолёта, включающий в себя целый комплекс работ, сразу взлетел и начал выполнять пилотаж на малых высотах над аэродромом. Во время полёта он не справился с управлением, врезался в землю на аэродроме и погиб. В результате катастрофы погиб также техник находившегося на стоянке самолёта Ил-76, которому осколками Су-17 оторвало ноги. |
|             | 17.02.1994             | МиГ-21                   | ВВС Азербайджана     | —          | Физулинский район                                                       | 0/1    | Самолёт был сбит во время Первой карабахской войны из ЗРК «Оса». Пилот (М. Ишкнеев) катапультировался, но после приземления попал в плен. |
|             | 17.03.1994             | Lockheed C-130H Hercules | ВВС Ирана            | —          | в 3 км к северу от Степанакерта, близ села Баллыджа                     | 32/0   | Самолёт выполнял рейс Москва—Мехрабад, перевозя семьи сотрудников иранского посольства в Москве, и был по ошибке сбит местными армянскими силами. Все находившиеся на борту пассажиры и члены экипажа погибли. |
|             | 23.04.1994             | Су-25                    | ВВС Азербайджана     | —          | —                                                                       | 0/1    | Самолёт был сбит во время Первой карабахской войны. Пилот смог катапультироваться и в результате спецоперации поисково-спасательным отрядом был эвакуирован в тыл. |
|             | 29.01.2008             | МиГ-29УБ                 | ВВС Азербайджана     | —          | Каспийское море, близ посёлка Шорабад                                   | 2/0    | Самолёт выполнял тренировочный полёт и потерпел крушение. Оба пилота (капитан А. Асланов и полковник-лейтенант Ф. Аскеров) погибли. Тело Асланова было обнаружено в море через несколько дней, останки же Аскерова так и не были найдены. |
|             | 03.03.2010             | Су-25                    | ВВС Азербайджана     | —          | Товузский район, близ села Ашагы-Айыблы                                 | 1/0    | Самолёт выполнял учебный полёт c авиабазы Далляр, но из-за возникших на крыле проблем потерпел крушение. Пилот полковник-лейтенант Ф. Э. Мамедли, сумев увести самолёт подальше от жилых домов села Ашагы-Айыблы, погиб. |
|             | 03.02.2011             | Су-25УБ                  | ВВС Азербайджана     | —          | в 18 км от жилого массива близ села Сор-Сор Кюрдамирского района        | 0/2    | Самолёт выполнял тренировочный полёт с аэродрома Кюрдамир. После того, как в открытии передних шасси возникли проблемы, экипаж самолёта использовал все возможные меры для посадки, но шасси не открылись. После того, как были исчерпаны все возможности, экипажу был дан приказ отдалиться от жилого массива и катапультироваться, самолёт же упал на пустынную местность. |
|             | 24.07.2019             | МиГ-29                   | ВВС Азербайджана     | —          | Каспийское море, в 9 км от берега близ посёлка Зарат Сиазанского района | 1/0    | Самолёт выполнял учебно-тренировочный полёт в ночное время и потерпел крушение. Пилот полковник-лейтенант Р. С. Атакишиев погиб. Согласно результатам расследования созданной по приказу министра обороны Азербайджана комиссии, самолёт до момента крушения столкнулся в воздухе с посторонним телом (птица или стая птиц), от которого пилот получил увечье. Согласно данным, извлечённым из бортового самописца, пилот попытался восстановить управление самолётом, но полученное им тяжёлое телесное повреждение, препятствовало этому и в результате привело к крушению самолёта. Официальная версия причин крушения, однако, оспариваться рядом экспертов. |
|             | 04.10.2020             | Су-25                    | ВВС Азербайджана     | —          | под Джебраилом                                                          | 1/0    | Самолёт был сбит во время Второй карабахской войны огнём мобильного армянского ЗРК. Пилот полковник З. И. Нудиралиев погиб. Эта потеря заставила Азербайджан на две недели сократить применение пилотируемой авиации в боях, что дополнительно повысило роль беспилотной. По словам полковника-лейтенанта Э. Мамедова, самолёт был сбит во время возвращения на базу после нанесения удара по намеченной цели. Несмотря на тяжёлое ранение, пилот мог катапультироваться, но во избежание пленения не стал этого делать, а, как заявил Мамедов, обрушил самолёт на позиции противника, уничтожив живую силу и бронетехнику. |

### Вертолёты
| Изображение | Дата       | Тип ЛА   | Эксплуатант                    | Номер | Место                                                                               | Жертвы | Краткая информация |
| ----------- | ---------- | -------- | ------------------------------ | ----- | ----------------------------------------------------------------------------------- | ------ | --- |
|             | 14.07.1989 | Ми-8     | ВВС СССР                       | —     | Кельбаджарский район                                                                | 8/0    | Военно-транспортный вертолёт потерпел аварию, как отмечается, в «небоевых» условиях. Жертвы катастрофы считаются первыми жертвами среди вертолётчиков в Закавказье в период Карабахского конфликта. |
|             | 20.11.1991 | Ми-8Т    | Внутренние войска МВД СССР     | 72    | Нагорно-Карабахская АО, в 3 км от села Каракенд                                     | 22/0   | Вертолёт направлялся из Агдама в Мартуни, где накануне произошли серьёзные столкновения между жителями города и населенного азербайджанцами пригорода Ходжавенд. Наблюдатели от России и Казахстана, работающие в НКАО в соответствии с Железноводским коммюнике, в сопровождении представителей руководства Азербайджана направлялись в Мартуни для ознакомления с осложнившейся в этом районе обстановкой. В 14:42 близ села Каракенд вертолёт был сбит огнём стрелкового оружия 5,45 мм и 7,62 мм армянскими вооружёнными силами (как позже заявили власти Армении, случайно). Все находившиеся на борту, включая трёх членов экипажа (командира майора В. В. Котова, бортового техника Г. В. Долгова и штурмана лейтенанта Д. Б. Яловенко), а также госсоветника по вопросам обороны Азербайджана М. Н. Асадова, вице-премьера Азербайджана З. С. Гаджиева, генерального прокурора Азербайджана И. И. Гаибова, государственного секретаря Азербайджана Т. К. Исмаилова, прокурора НКАО И. А. Плавского, заместителя министра внутренних дел Казахстана С. Д. Серикова, заместителя командующего Закавказским округом внутренних войск и военного коменданта НКАО генерал-майора Н. В. Жинкина, заведующего отделом по связям с прессой О. М. Мирзоева, тележурналистов А. М. Мустафаева и Ф. И. Шахбазова и др. погибли. |
|             | 29.02.1992 | Ми-24    | ВВС Азербайджана               | —     | озеро близ посёлка Новханы                                                          | 3/0    | Во время учебных полётов экипаж уже возвращался на базу, но в пригороде Баку, над озером возле посёлка Новханы, вертолёт потерпел крушение. У воздушного судна отказала система управления и вертолёт столкнулся с водной поверхностью озера. По словам очевидцев, машина летела на малой высоте, и в какой-то момент стала винтом цеплять воду. В считанные секунды вертолёт рухнул. Все члены экипажа (командир эскадрильи Я. Я. Алиев, оператор Ф. Байрамов и лётчик-инструктор С. А. Сенюшкин) погибли. Эта гибель вертолёта и экипажа стала первой потерей военной авиации Азербайджана. Днём ранее экипаж на этом же вертолёте вернулся из зоны боевых действий, где выполнял задачи по боевому сопровождению эвакуации оставшихся в живых жителей Ходжалы и вывозу тел убитых жителей из Аскеранского района. |
|             | 03.03.1992 | Ми-26    | 793-й тбвп ВВС РФ              | 54    | Кельбаджарский район, близ села Сейдляр                                             | 12/38  | Военно-транспортный вертолёт, сопровождаемый боевым Ми-24, во время Первой карабахской войны доставил в населённое армянами село Гюлистан 20 тонн муки и вывозил оттуда в Армению женщин, детей и раненных. Над Кельбаджарским районом судно подверглось атаке камуфлированного азербайджанского Ми-8. Атака была сорвана вертолётом сопровождения Ми-24, который маневрированием отогнал противника. Однако, вертолёт был поражён запущенной с земли ракетой ПЗРК, после чего загорелся и рухнул около азербайджанского села Сейдляр. Военный историк Михаил Жирохов предполагает, что вертолёт попал в засаду, так как азербайджанцы имели информацию о том, что именно на борту одного из таких вертолётов в Степанакерт была переброшена партия ПЗРК Стрела-2М и несколько ЗУ-23-2. |
|             | 11.04.1992 | Ми-24    | ВВС Азербайджана               | —     | под городом Физули                                                                  | 4/0    | Во время возвращения с боевого задания во время Первой карабахской войны вертолёт был сбит армянскими силами, когда пересекал линию фронта, сгорел и рухнул на землю. Поисковой спасательной службе удалось сбить пламя на земле. Все члены экипажа (командир Е. Н. Карлов, оператор старший лейтенант Ф. М. Мусаев и оба бортстрелка — рядовые Т. Фараджев и Г. Гасанов) погибли. |
|             | 12.05.1992 | Ми-26    | 793-й отбвп ВВС РФ (в/ч 78544) | 63    | в 8 км южнее города Казах                                                           | 7/0    | Вертолёт выполнял рейс Вазиани—Нахичевань по доставке продовольствия одной из частей ОВС СНГ. В 15:05, находясь над армянским селом Вазашен, вертолёт был сбит ракетой, взорвался и упал в 8 км южнее города Казах. Все пять членов экипажа (командир майор С. В. Воеводин, помощник командира старший лейтенант А. И. Автайкин, штурман капитан Ю. Ф. Комаров, бортовой механик прапорщик С. Н. Литяев, старший бортовой техник капитан Г. И. Местяшов), а также находившиеся на борту штурман-стажёр старший лейтенант А. Э. Цыбарт и секретарь комитета комсомола полка старший лейтенант Г. С. Шахвердиев погибли. |
|             | 15.05.1992 | Ми-24    | ВВС Азербайджана               | —     | Агдамский район, в районе села Гюлаблы                                              | 0/2    | Вертолёт был сбит во время Первой карабахской войны, перестал слушаться управления и стал падать. Обоим членом экипажа (командиру майору А. Швареву и оператору Р. Ширинову) удалось покинуть борт, спуститься на парашютах и выжить. При этом Шварев сразу после приземления попал в плен к армянам, но позже был вызвален, а Ширинов — приземлился в заросли кустарника ближе к позициям азербайджанцев и вскоре был найден ими. |
|             | 23.06.1992 | Ми-24П   | ВВС Армении                    | —     | Кубатлинский район                                                                  | 0/3    | Три армянских боевых вертолёта Ми-24 во время Первой карабахской войны вторглись в Кубатлинский район Азербайджана и обстреляли азербайджанские войска. Двое из них были подбиты и совершили вынужденную посадку на азербайджанской территории, а их экипажи, по одним данным, были захвачены в плен, а по другим — забраны третьим вертолётом под управлением Б. Хачатурова и вывезены в Армению. Один из подбитых вертолётов полностью сгорел, а на втором была повреждена гидросистема. Азербайджанские авиатехники на месте же починили поврежденную машину и пилоты З. Юсифов и Ф. Джалилов перегнали его на аэродром ВВС Азербайджана, которая стала использовать её после ремонта. |
|             | 06.08.1992 | Ми-24    | ВВС Азербайджана               | —     | Агдеринский район                                                                   | 3/0    | Вертолёт был сбит во время Первой карабахской войны. Все члены экипажа (командир старший лейтенант З. Н. Меджидов, лётчик-оператор лейтенант Р. А. Половинка и борт-стрелок рядовой Д. И. Рагимов) погибли. |
|             | 11.10.1992 | Ми-24    | ВВС Азербайджана (в/ч 843)     | —     | Лачинский район, близ села Сафьян                                                   | 3/0    | Вертолёт во время Первой карабахской войны оказывал огневую поддержку азербайджанским бойцам, сражавшимся за село Сафьян Лачинского района. Во время возвращения с боевого задания вертолёт был сбит. Все члены экипажа (командир майор З. Т. Юсифов, лётчик-оператор старший лейтенант Р. Г. Кулиев и борт-стрелок старший сержант Т. А. Багиров) погибли. |
|             | 10.03.1993 | Ми-24    | ВВС Азербайджана               | —     | Агдеринский район                                                                   | 0/3    | Вертолёт был сбит во время Первой карабахской войны и совершил аварийную посадку. Экипаж (командир И. Костюк) был эвакуирован поисково-спасательной группой. |
|             | 04.04.1993 | Ми-8     | ВВС Азербайджана               | —     | Муровдаг                                                                            | 3/0    | Вертолёт эвакуировал раненых солдат с линии фронта во время Первой карабахской войны и был сбит по ошибке «дружественным» огнём ПВО Азербайджана. Весь экипаж (командир старший лейтенант В. И. Меркулов, В. Кондрашов и младший лейтенант Р. Р. Мустафин) погиб. |
|             | 17.04.1993 | Ми-8T    | Армаэро                        | —     | близ села Гюлистан Геранбойского района                                             | 12/0   | Вертолёт доставлял грузы и группу добровольцев в Нагорный Карабах и был сбит ракетой ПЗРК Стрела-2. Весь экипаж (командир воздушного судна Д. Мурадян, второй пилот А. Григорян и борттехник И. Микаэлян) и 9 пассажиров погибли |
|             | 30.08.1993 | Ми-24П   | ВВС Азербайджана               | —     | Кубатлинский район                                                                  | 3/0    | Вертолёт, который ещё в июне 1992 года был захвачен у армянских войск в том же Кубатлинском районе, был сбит во время Первой карабахской войны. Весь экипаж (командир капитан Ф. Х. Джалилов, А. Мизяк и А. Маралиев) погиб. |
|             | 10.01.1994 | Ми-24    | ВВС Азербайджана               | —     | Физулинский район                                                                   | 3/0    | Вертолёт во время Первой карабахской войны при выполнении боевого задания в сложных метеоусловиях столкнулся с землёй. Весь экипаж (командир старший лейтенант А. А. Исмаилов, лейтенант З. Х. Зюлькайдаев и М. Гусейнов) погиб. |
|             | 11.02.2013 | Ми-17    | ВВС Азербайджана               | —     | Каспийское море, в районе Сальянского шоссе, близ пляжа Шихово в посёлке Биби-Эйбат | 3/0    | Вертолёт направлялся из военного аэродрома Кала в аэродром Кюрдамир и около 10:30 потерпел крушение. Все члены экипажа (капитан Я. М. Ахмедов, старший лейтенант Р. Г. Рустамов и лейтенант Б. Н. Зейналов) погибли. |
|             | 12.11.2014 | Ми-24    | ВВС Армении                    | 48    | Агдамский район, в районе села Чеменли, в 500 метрах от азербайджанских позиций     | 3/0    | Вертолёт был сбит близ линии соприкосновения азербайджано-армянских войск из ПЗРК «Игла-С» сверхсрочником ВС Азербайджана И. М. Мурадовым. По данным Министерства обороны Азербайджана, вертолёт был сбит, когда атаковал позиции ВС Азербайджана во время военных учений. В минобороны НКР сообщили, что сбитый вертолёт был атакован во время учебно-тренировочного полёта. Все члены экипажа (командир майор С. Саакян, старший лейтенант С. Назарян и лейтенант А. Саакян) погибли. |
|             | 02.04.2016 | Ми-24    | ВВС Азербайджана               | —     | Джебраильский район, на подступах к высоте Лелетепе                                 | 3/0    | Вертолёт был сбит в полдень в ходе апрельских боёв. Все члены экипажа (командир воздушного судна майор Т. Т. Мусазаде, штурман майор У. У. Велизаде и бортовой техник старший лейтенант А. В. Исмаилов) погибли. |
|             | 27.09.2020 | Ми-17    | ВВС Азербайджана               | —     | Тертерский район                                                                    | 1/2    | Вертолёт был сбит в первый день Второй карабахской войны. По одним данным, вертолёт выполнял задачу высадки тактического десанта в горной местости, по другим, — наносил удары по технике противника, уничтожил 3 единицы техники и был сбит при уничтожении 4-й. Два члена экипажа спрыгнули с парашютом, а командир судна полковник лейтенант Р. В. Гасымов сумел увести вертолёт подальше от жилых домов и спрыгнул последним на малой высоте. Парашют Гасымова раскрылся, но во время прыжка с вертолёта он получил серьёзное ранение в руку и потерял много крови. Во время удара о землю пилот получил также тяжёлое ранение в голову. Он пролежал в коме 25 дней и скончался 22 октября. |
|             | 18.10.2020 | Ми-8     | ВВС Армении                    |       | Ходжавендский район, близ села Туг                                                  | 3/0    | Вертолёт был сбит во время Второй карабахской войны. Все члены экипажа погибли. Обломки вертолёта были обнаружены 11 августа 2022 года. |
|             | 30.11.2021 | Ми-17-1В | ГПС Азербайджана               | 20136 | Хызынский район, полигон Гарагейбат                                                 | 14/2   | Вертолёт выполнял учебно-тренировочный полёт и в 10:40 по местному времени потерпел крушение из-за ошибки пилотов в управлении машиной. |